# Paraphenice neavei
Paraphenice neavei är en insektsart som först beskrevs av Frederick Arthur Godfrey Muir 1918.  Paraphenice neavei ingår i släktet Paraphenice och familjen Derbidae. Inga underarter finns listade i Catalogue of Life.